# Parastenhelia spinosa
Parastenhelia spinosa är en kräftdjursart som först beskrevs av Fischer 1860.  Parastenhelia spinosa ingår i släktet Parastenhelia och familjen Parastenheliidae. Arten är reproducerande i Sverige.

## Underarter
Arten delas in i följande underarter:
- P. s. spinosa
- P. s. bulbosa